# Cereus amazonicus
Cereus amazonicus là một loài thực vật có hoa trong họ Cactaceae. Loài này được K. Schum. mô tả khoa học đầu tiên năm 1913.